# Календар мая
Календар мая — загальна назва системи календарів та таблиць, які використовувалися цивілізацією мая, однією з цивілізацій доколумбівської Месоамерики, і продовжує використовуватися деякими представниками сучасного народу мая в гірських районах Гватемали.
Ці календарі складалися з циклів, синхронізованих різними способами, а їхні комбінації утворювали нові, довші цикли. Календарна система мая спиралася на месоамериканську календарну систему, яка була поширеною у всьому регіоні, починаючи принаймні, за останніми дослідженнями з 1100 року до н. е.

## Огляд
Найголовніший з календарів мая має період у 260 днів. 260-денний календарний цикл був поширений у всіх месоамериканських народів і має стародавнє походження (можливо, він був найстарішим з календарів). Він усе ще використовується в деяких районах штату Оахака і у громадах мая в гірських районах Гватемали. Версія цього календаря, що існувала у мая, зазвичай відома як цолькін (Tzolkin або Tzolk'in у виправленій орфографії Гватемальської академії мов мая.
Інша форма календаря використовувалася для відстежування довших періодів часу і для запису календарних дат (тобто, відзначаючи, коли одна подія відбувалася відносно інших). Ця форма календаря відома як довгий календарний рахунок, вона засновувалася на числі пройдених днів починаючи з міфічного початкового пункту та могла бути розширеною для посилання на будь-яку дату в майбутньому. Цей календар використовував систему позиційного запису, в якій кожна позиція означала багаторазове збільшення числа днів. Цей календар був двадцятковим (тобто базувався на двадцятковій системі числення), і кожна одиниця на певній позиції означала число в 20 разів більше, ніж на попередній позиції. Важливий виняток було зроблене для другого числа, «місяця», яке замість 20 дорівнювало 18, створюючи цикл у 18 × 20 = 360 днів, ближчий до довжини сонячного року, ніж 20 × 20 = 400 днів. Слід зазначити проте, що цикли довгого рахунку не залежали від сонячних років.
Багато написів довгим рахунком доповнювалися датою так званої місячної серії, іншої форми календаря, яка вказувала інформацію про фазу місяця і позицію Місяця у піврічному циклі.
Також часто використовувався 584-денний цикл Венери, який відстежував появу та транзит Венери як ранкової та вечірньої зірки. Багато подій в цьому циклі бачилися як зловісні та згубні, а війни часто починалися на певних стадіях цього циклу.
Також використовувалися й інші цикли, багато з яких, до останнього часу, були погано відомі сучасним дослідникам. У деяких записах згадується 819-денний цикл, таємницю якого розкрили вчені з Університету Тулейна в Луїзіані (США) тільки в 2023 році, часті повторення наборів 9 і 13-денних інтервалів, пов'язаних з різними богами мая, тваринами та іншими поняттями.

## Уявлення про час у культурі мая
З розвитком календаря довгого рахунку, який дозволяв указувати дати (вважається, що цей календар був успадкований від інших культур Месоамерики), мая отримали зручну систему розстановки подій в лінійному взаємовідношенні один до одного, а також безпосередньо щодо «лінійного часу» календаря. Теоретично ця система могла бути розширена для посилання на інтервал часу будь-якої довжини, просто додаючи число використовуваних розрядів, за аналогією до сучасних математичних систем. На практиці написи довгим рахунком майже завжди обмежувалися першими 5 розрядами цієї системи, так званим бактун-рахунком (b'ak'tun). Цього було достатньо для вираження будь-якої історичної або поточної дати (у діапазоні приблизно 5125 сонячних років). Тим не менш, деякі написи посилаються і на довші послідовності, що вказує на те, що мая добре розуміли лінійну (минуле-сучасне-майбутнє) концепцію часу.
Проте, як і в інших месоамериканських суспільствах, повторення численних календарних циклів і циклів природних явищ мало для мая важливе релігійне значення і постійно відображалося в міфологічній традиції. Ця концепція циклічності часу підкреслювалася численними ритуалами, проведення яких залежало від цих циклів. Коли певна комбінація циклів повторювалася, вважалося, що повторюються і надприродні явища, з якими вони були пов'язані. Тому вважалося, що кожна така комбінація має особливий «характер», що дозволяв передбачати майбутні події залежно від комбінації таких циклів. Важливі події і церемонії були чітко синхронізованими з календарем, щоб збігтися із сприятливими датами та уникати зловісних (Coe 1992, Miller and Taube 1993).
Завершення істотних календарних циклів («періодів»), таких як цикл катун (k'atun), часто відзначалися спорудженням присвячених до цих подій пам'ятників на кшталт комплексів пірамід-близнюків в містах Тікаль і Яшха та стели в інших містах, спорудження яких супроводжувалося святковими церемоніями.
Циклічна природа проявляється і у міфах про утворення світу, за якими світові та сучасним людям передували інші світи (інколи вказувалася число таких світів, від одного до п'яти, залежно від традиції), які були згодом знищені. Справжній світ також не вічний та теж повинен наблизитися до кінця свого існування. Подібний світогляд зустрічається і серед інших суспільств Месоамерики (Miller and Taube, 1993:68-71).

## Цолькін

### Опис
Серед маяністів прийнято називати маянську версію месоамериканського 260-денного календаря терміном цолькін (tzolk'in згідно з сучасною орфографією, раніше писався tzolkin). Цей термін є неологізмом, що походить з юкатецької мови 16 століття, якою розмовляли мая півострову Юкатан на час прибуття європейців, що означає «рахунок днів» (Coe 1992). Назва цього календаря мовами мая класичного періоду невідома. Ацтекський еквівалент цього календаря називається Tonalpohualli мовою нуатль.
Календар цолькін комбінує двадцять назв днів з тринадцятьма номерами у циклі, таким чином даючи можливість записати 260 унікальних днів. Це основний календар, який використовувався для визначення часу релігійних і церемоніальних подій та для передбачення майбутності. Кожен послідовний день був пронумерований від 1 до 13 а потім рахунок знову починався з 1. Крім того, кожен день послідовно отримував одну з назв із списку 20 назв днів:
| Номер у циклі1 | Назва дня 2 | Приклад гліфа 3 | 16 ст. юкатецька 4 | Реконструйований класичний термін 5 | Номер у циклі1 | Назва дня 2 | Приклад гліфа 3 | 16 ст. юкатецька 4 | Реконструйований класичний термін 5 |
| --- | ----------- | --------------- | ------------------ | ----------------------------------- | -------------- | ----------- | --------------- | ------------------ | ----------------------------------- |
| 01 | Imix'       |                 | Imix               | Imix (?) / Ha' (?)                  | 11             | Chuwen      |                 | Chuen              | (невідомо)                          |
| 02 | Ik'         |                 | Ik                 | Ik'                                 | 12             | Eb'         |                 | Eb                 | (невідомо)                          |
| 03 | Ak'b'al     |                 | Akbal              | Ak'b'al (?)                         | 13             | B'en        |                 | Ben                | (невідомо)                          |
| 04 | K'an        |                 | Kan                | K'an (?)                            | 14             | Ix          |                 | Ix                 | Hix (?)                             |
| 05 | Chikchan    |                 | Chicchan           | (невідомо)                          | 15             | Men         |                 | Men                | (невідомо)                          |
| 06 | Kimi        |                 | Cimi               | Cham (?)                            | 16             | K'ib'       |                 | Cib                | (невідомо)                          |
| 07 | Manik'      |                 | Manik              | Manich' (?)                         | 17             | Kab'an      |                 | Caban              | Chab' (?)                           |
| 08 | Lamat       |                 | Lamat              | Ek' (?)                             | 18             | Etz'nab'    |                 | Etznab             | (невідомо)                          |
| 09 | Muluk       |                 | Muluc              | (невідомо)                          | 19             | Kawak       |                 | Cauac              | (невідомо)                          |
| 10 | Ok          |                 | Oc                 | (невідомо)                          | 20             | Ajaw        |                 | Ahau               | Ajaw                                |
| ПРИМІТКИ: 1. Номер у циклі календаря цолькін 2. Назва дня згідно з переглянутою орфографією Гватемальській академії мов мая 3. Приклад гліфа (логограма) дня. Для більшості днів знайдені кілька форм цього гліфу, форми у цій таблиці — так звані «картушні» версії, типові для надписів на монументальних спорудах мая 4. Назва дня, що збереглася з записів 16 століття юкатецькою мовою, частіше за все з записів Дієго де Ланда; до нещодавнього часу ця орфографія була основною 5. В більшості випадків дійсна назва дня, як вона вимовлялась класичною мовою мая протягом класичного періоду (біля. 200—900) коли була зроблена більшість надписів, не відома. Коли реконструкція можлива, ці назви приведені, у випадку сумнівів вона позначена символом '?' . |             |                 |                    |                                     |                |             |                 |                    |                                     |

Рахунок починався з 1 Imix', за ним слідкував 2 Ik, 3 Ak'b'al, і так далі до 13 B'en. Після того номери тринадцятирічного циклу знову починалися з 1, а послідовність назв днів продовжувалася, тому коли номера знову починались з одиниці, дні були 1 Ix, 2 Men, 3 K'ib', 4 Kab'an, 5 Etz'nab', 6 Kawak, 7 Ajaw. Коли всі двадцять назв закінчувалися, цикл назв починався знову, а номерний цикл продовжувався, так наступним днем після 7 Ajaw був 8 Imix'. Повторення цих взаємозв'язаних 13- і 20-денних циклів створювало цикл у 260 днів (у якому кожна можлива комбінація назви і номера зустрічалась рівно один раз).

### Релігійне значення
Мая вважали, що кожен день календаря цолькін має певний характер, який впливає на події; у деяких регіонах ця віра все ще існує. Жерці мая, які називалися «хранителями дня», читали цолькін для передбачення майбутнього. Коли народжувалася дитина, жрець інтерпретував цолькін, передбачаючи долю дитини. Наприклад, вважалося, що дитина, народжена у день Ak'b'al, жіночна, багата і уміла в мові. Також вважалося, що народження у день Ak'b'al (разом з деякими іншими днями) надає дитині можливість отримувати повідомлення з надприродного світу через тілесні сіпання, «блискавки крові», тому він або вона могли стати жрецем (жрицею) або реєстратором шлюбів.

### Походження
Точне походження цолькіна невідоме, але існує декілька теорій. Одна теорія пропонує, що календар походить від математичних операцій, заснованих на числах тринадцять і двадцять, які були важливими числами у культурі мая та інших месоамериканських народів. Число двадцять було основою математики мая (замість наших десяти), та ймовірно походить від числа пальців на руках і ногах (див. Числа мая). Число тринадцять символізувало число рівнів у небесному світі, де жили боги, і число «головних з'єднань» на людському тілі (три на кожну руку та ногу плюс шия). Числа помножили, що надало число 260. Інша теорія пропонує, що 260-денний період походить від довжини вагітності людини, тобто приблизно дорівнює числу днів між першим пропущеним менструальним періодом і народженням дитини, на відміну від правила Негелеса, яке становить 40 тижнів (280 днів) між останнім менструальним періодом і народженням. Згідно з цією теорією, календар був спочатку розроблений для передбачення дати народження малюків.

## Хааб
| Назва        | Значення†             |
| ------------ | --------------------- |
| Pop          | циновка               |
| Wo           | чорне з'єднання       |
| Sip          | червоне з'єднання     |
| Sotz'        | кажан                 |
| Sek          | ?                     |
| Xul          | собака                |
| Yaxk'in      | нове сонце            |
| Mol          | вода                  |
| Ch'en        | чорна буря            |
| Yax          | зелена буря           |
| Sac          | біла буря             |
| Keh          | червона буря          |
| Mak          | закритий              |
| K'ank'in     | жовте сонце           |
| Muwan        | сова                  |
| Pax          | час посівної          |
| K'ayab'      | черепаха              |
| Kumkʼu       |                       |
| Wayeb'       | п'ять нещасливих днів |
| † Jones 1984 |                       |

Хааб (Haab) — сонячний календар мая, що складався з вісімнадцяти місяців, кожний по двадцять днів, плюс період з п'яти днів («безіменні дні») в кінці року, відомий як Ваєб (Wayeb або Uayeb за орфоргафією 16-го століття). Bricker (1982) оцінює, що хааб почали використовувати близько 550 року до н. е. починаючи з зимового сонцестояння.
Назви місяців хааба відомі сьогодні за їхніми назвами юкатецькою мовою 16-го століття, за такими джерелами як Дієго де Ланда і книгами мая, наприклад Чилам-Балам. Фонетичний аналіз назв місяців хааба показує, що їхні назви значно змінювалися з часом та від місця до місця, відображаючи відмінності у мові. Ці назви приведені у таблиці ліворуч (у сучасній виправленій орфографії їхніх юкатецьких форм).
Кожен день в календарі хааб позначався номером дня в межах місяця та назвою місяця. Номери дня почалися з початкового гліфу, який зазвичай розглядається як нульовий день цього місяця, деякі дослідники розглядають його як 20 день попереднього місяця. У цьому випадку, початок місяця Pop — 5 тий день Wayeb. Звичайно першим днем року вважався 0 Pop (початок Pop). За ним йшли 1 Pop, 2 Pop, … 19 Pop, 0 Wo, і так далі.
Як календар для слідкування за зміною сезонів, хааб був неточним, тому що у ньому рік мав 365 днів, і нехтував додатковим днем (кожного четвертого року). Це означає, що початок сезонів рухався щодо календарного року не чверть дня кожний рік, таким чином календарні місяці не відповідали сезонам. Хааб еквівалентний 365-денному року стародавніх єгиптян. Деякі переконують, що мая знали і компенсували помилки високосних років, хоча їхній календар і не включав формального методу як це робити, такого, як той, що був здійснений римлянами.
П'ять безіменних днів в кінці календаря називалися Ваєб (Wayeb) та вважалися небезпечним часом. Foster (2002) вказує «Протягом Ваєб зникають ворота між світом смертних та підземним царством. Ніякі межі не перешкоджають богам підземного царства творито лихо.» Щоб захиститися від цієї нечисті, мая проводили спеціально призначені ритуали, які практикувалися протягом Ваєб. Наприклад, люди уникали залишення своїх домівок та миття і розчісування волосся.

## Календарний цикл
Ні цолькін, ні хааб не мали нумерації років. Комбінації дат цолькін і хааб було достатньо для ідентифікації дати у звичайному житті, оскільки кожна така комбінація зустрічалася тільки один раз за 52 роки, що майже досягало звичайної тривалості життя. Оскільки два календарі засновувалися на циклах у 260 і 365 днів відповідно, повний цикл повторювався кожні 52 роки хааб (точно). Цей період називався календарним циклом або календарним колом. Кінець календарного циклу вважався нещасливим періодом серед мая, оскільки вони не були впевнені у погодженні богів надати їм наступний 52-річний цикл.

## Довгий рахунок

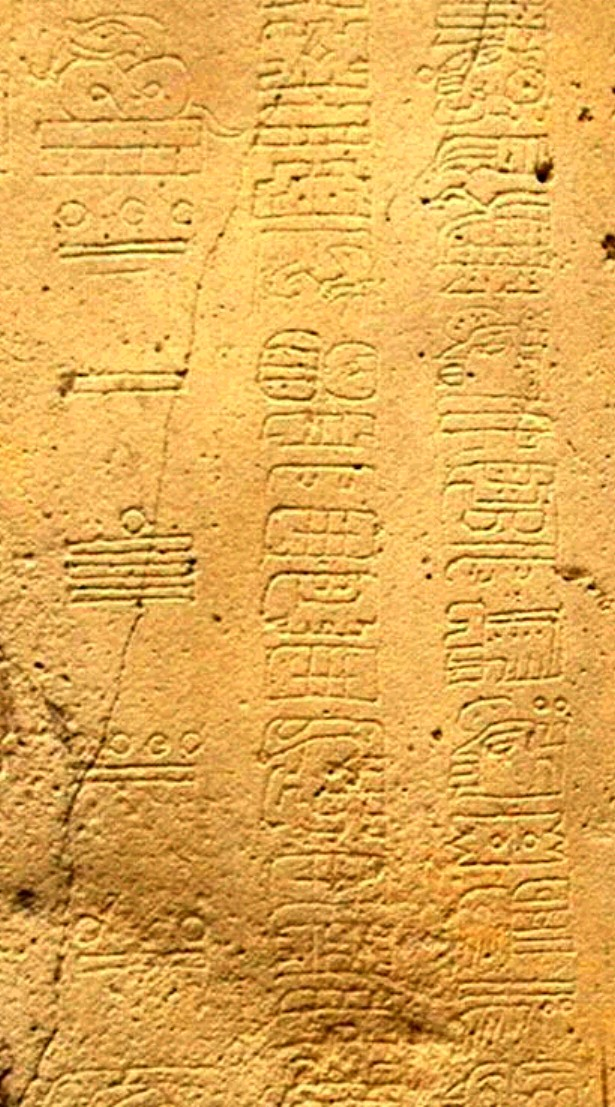
Фрагмент стели (Стела 1 у Ла Мохарі), що показує три колонки гліфів 2-го століття н. е. Ліва колонка містить дату календаря довгого рахунку 8.5.16.9.9, або 156 рік н. е. Дві інші колонки містять гліфи епі-ольмекської писемності.

Див. також: Мезоамериканський календар довгого рахунку
Тоді як календарний цикл може описати дати тільки в межах 18 980 днів, або близько 52 сонячних років, цикл повторюється приблизно один раз за тривалість життя кожної людини, тому для запису історичних подій був потрібний точніший метод датування. Для цих цілей і використовувався календар довгого рахунку. Цей календар ідентифікує дату, відраховуючи число днів від 11 серпня 3114 року до н. е. Проте, замість використання знайомої нам десяткової нумерації, дні довгого рахунку підраховувалися за модифікованою 20-ковою схемою. Тому 0.0.0.1.5 дорівнює 25, а 0.0.0.2.0 дорівнює 40. Довгий рахунок не завжди 20-ковий, проте, тому що друга цифра (справа) змінюється тільки до 18. Тому 0.0.1.0.0 представляє не 400 днів, а тільки 360.
Слово «день» мовою мая було k'in. Двадцять k'in складали winal або uinal. Вісімнадцять winal складали tun, двадцять tun — k'atun, а двадцять k'atun — b'ak'tun.
| Днів    | Розрахунок  | Період довгого рахунку | Приблизне число сонячних років |
| ------- | ----------- | ---------------------- | ------------------------------ |
| 1       | = 1 K'in    |                        |                                |
| 20      | = 20 K'in   | = 1 Winal              | 1/18                           |
| 360     | = 18 Winal  | = 1 Tun                | 1                              |
| 7 200   | = 20 Tun    | = 1 K'atun             | 20                             |
| 144 000 | = 20 K'atun | = 1 B'ak'tun           | 395                            |

Також існували й цикли вищих порядків, але вони майже не застосовувалися: piktun, kalabtun, k'inchiltun та alautun.
Тому що дати довгого рахунку однозначні, цей календар був особливо зручним для використання на пам'ятниках. Монументальні написи звичайно містили не тільки 5 розрядів довгого рахунку, але й символи як цолькін, так і хааб.
Як і інші календарі, довгий рахунок мав релігійне значення для мая. Згідно з ними, попередній світ припинив існування в кінці попереднього циклу 12.19.19.17.19, а наш був створений наступного дня, тобто 13.0.0.0.0. Наступна дата 12.19.19.17.19 відбудеться 20 грудня 2012 року, коли й повинен закінчитися цей світ. Проте деякі дослідники не погоджуються з таким розрахунком дати кінця світу, тому що вважають, що повинні враховуватися ще багато розрядів календаря, які звичайно не вказувалися на спорудах мая (див. також календар довгого рахунку, міфологія мая).

## Цикл Венери
Іншим важливим календарем мая був цикл Венери. Мая були кваліфікованими астрономи і могли обчислити цикл Венери з дуже високою точністю. Шість сторінок в стародавньому Дрезденському кодексі (один з кодексів мая) присвячені точному обчисленню розташування Венери. Мая могли досягти такої точності завдяки ретельним спостереженням протягом багатьох років. Цикл Венери був особливо важливим, тому що мая пов'язували його з війною і використовували для визначення хороших часів для коронацій і воєн. Правителі мая планували початок війни на період, коли Венера підвищувалася. Мая також відстежували рухи деяких інших планет, зокрема Марса, Меркурія і Юпітера.

## Ресурси Інтернету
- Талах В.М (19 березня 2011). Вступ до ієрогліфічної мови Мая (PDF). www.bloknot.info. Архів (PDF) оригіналу за 22 серпня 2011. Процитовано 19 березня 2011.
- Календар мая, з роботи M. Finlay, Maya Astronomy [Архівовано 2 червня 2007 у Wayback Machine.] (використовує пролептичний григоріанський календар, англійською мовою)
- Опис календаря мая на сайті Всесвітнього центру досліджень мая, штат Юкатан, Мексика [Архівовано 21 лютого 2007 у Wayback Machine.] (англ. та ісп. мовами)
- Календар мая на сайті michielb.nl, з аплетом для перерахунку між григоріанським календарем та календарем мая [Архівовано 9 листопада 2006 у Wayback Machine.] (використовує пролептичний григоріанський календар, англійською мовою)
- Перерахунок дат між григоріанським календарем і календарем мая (використовує пролептичний григоріанський календар та довгий рахунок мая, англійською мовою)
- Календар мая та посилання на сайті diagnosis2012.co.uk [Архівовано 24 березня 2021 у Wayback Machine.] (Калькулятор використовує пролептичний григоріанський календар. Сайт має величезний список посилань про календар мая. Англ. мовою.)
- «Чому та як кінець світа у мая наступить у 2012 році н. е.» [Архівовано 17 лютого 2007 у Wayback Machine.] автор Джон Маджор Дженкінс (англійською мовою)
- Культура та історія стародавніх та сучасних мая. Включає pdf-файли з «Пополь-Вух» та «Чілім-Балам» [Архівовано 8 лютого 2007 у Wayback Machine.] (цей сайт вокористовує «астрономічну» (Lounsbury) корреляцію, англійською мовою)
- Символи днів року мая у проєкті «Гутенберг»  Текст 1897 року Сайруса Томаса (англійською мовою)